# Королівська монограма

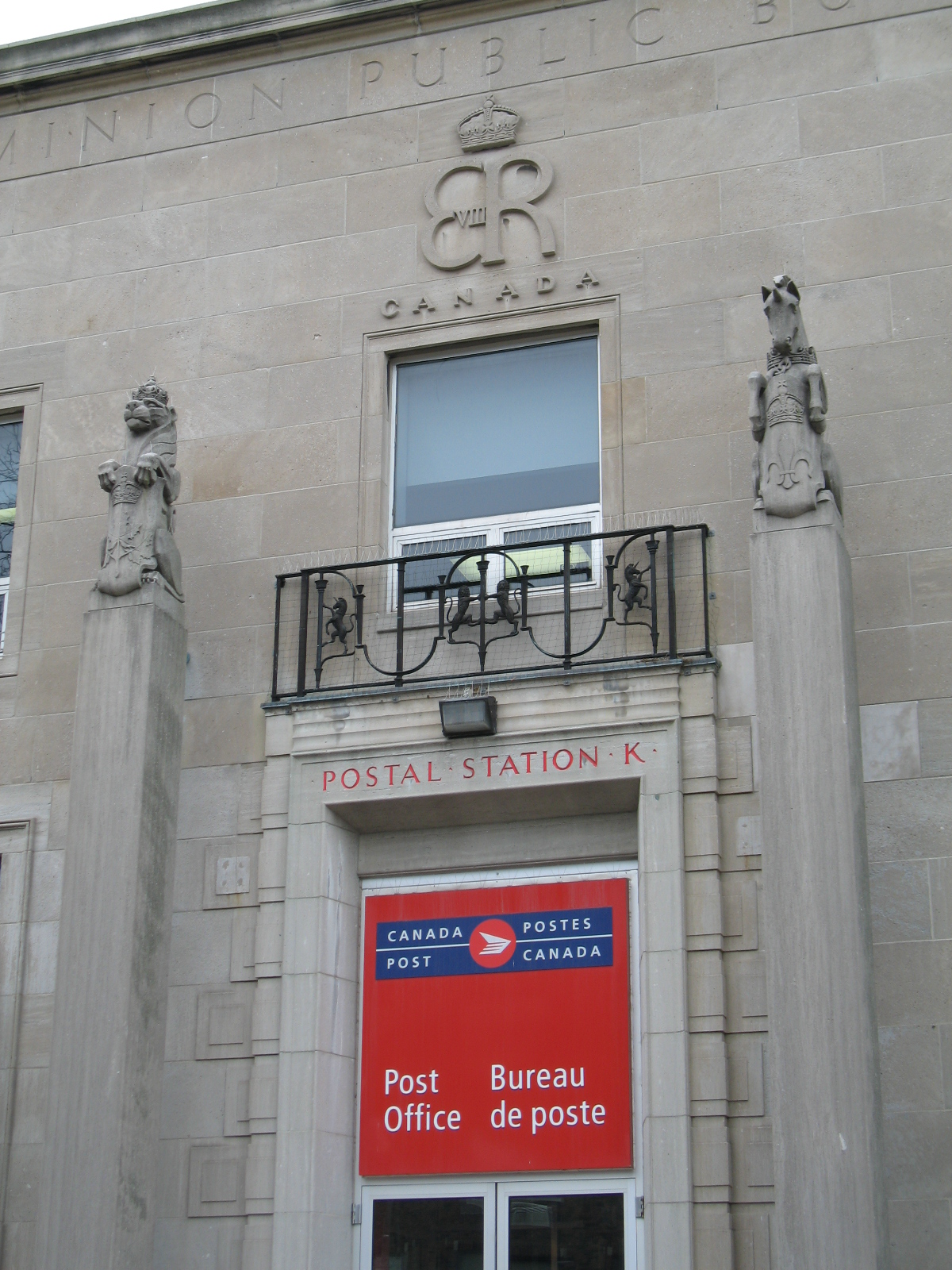
Поштова станція у Торонто, що містить над своїм головним входом ER королівську монограму Едуарда VIII

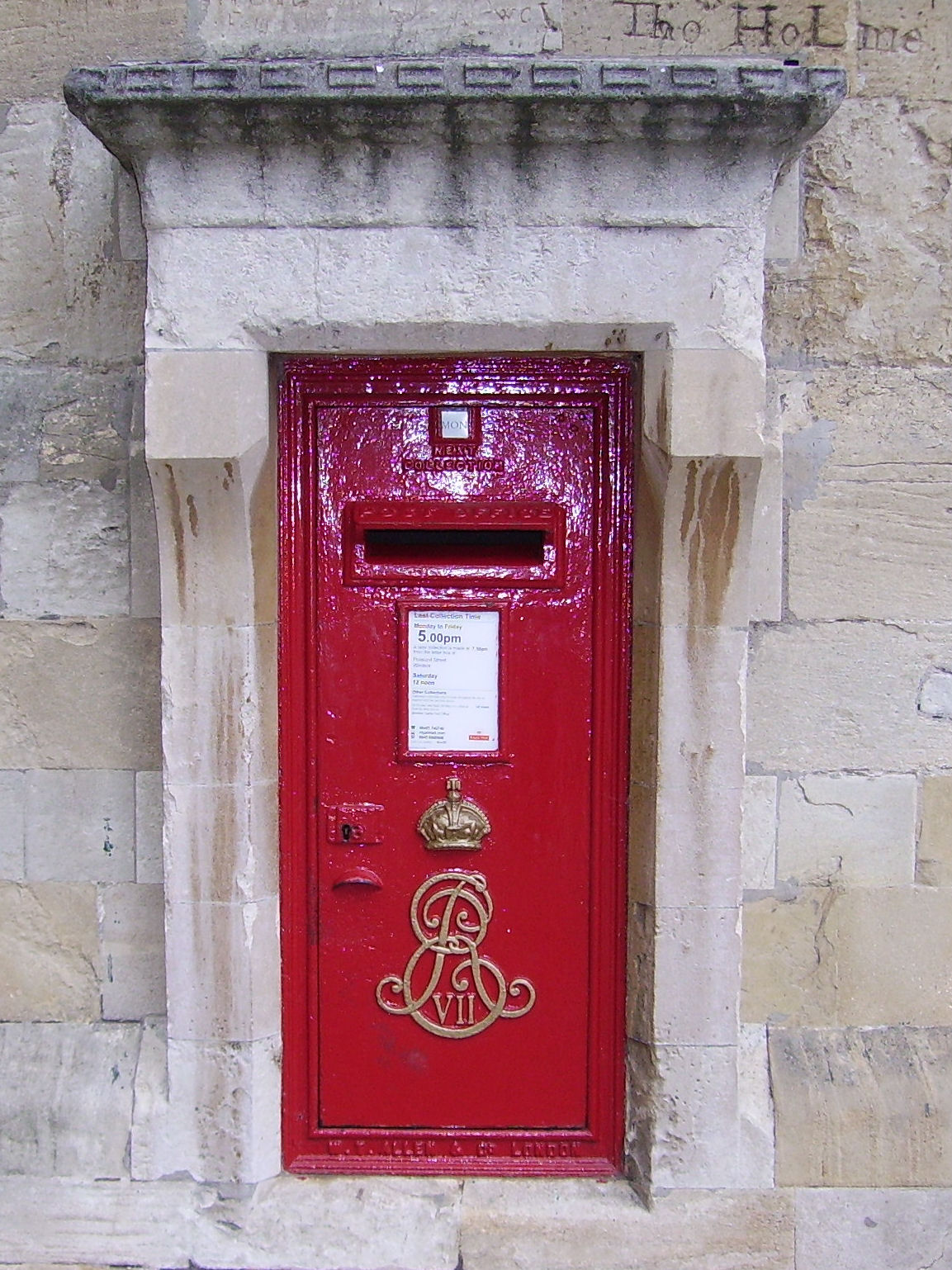
Поштова скринька у Віндзорі в Беркширі з королівською монограмою Едуарда VII: переплетена ER

Королівська монограма — монограма монарха країни, як правило, складається з ініціалів імен і титулів монарха, іноді переплетені та часто увінчані короною. Там, де таку монограму використовує імператор або імператриця, її називають імператорською монограмою. У системі, що використовується в різних Королівства Співдружності, титул скорочується як R для rex або regina (латинська — король та королева). Раніше I виступав за імператора або імператрицю (латинські слова для імператора та імператриці) Індійської імперії. Монограма демонструється на деяких урядових будівлях, позначає королівські та державні документи, і використовується урядовими відомствами.

## Британська Співдружність
Використання королівської монограми в Королівствах Співдружності бере свій початок у Великій Британії, де публічне використання королівських ініціалів датується принаймні з раннього періоду Тюдорів, і було просто початковим словом суверена. Після правління Генріха VIII з'явилася традиція додавання літери R для Рекса або Регіни. Буква I для Imperatrix була додана до монограми королеви Вікторії після того, як вона стала імператрицею Індії в 1877 році. Ініціали, які не мали встановленого зразка чи форми написів, зазвичай показувались разом із королівськими гербами або короною, як на садибах і палацах короля такі, як у Генріха VIII на воротах палацу Святого Якова. Очевидно, метою монограм була ідентифікація окремих монархів, оскільки королівський герб часто використовувався наступними монархами. Ініціали використовувались здебільшого на державних паперах, штампах та подібних предметах, а іноді їх перевершували стилізовані версії корони Тюдора або, нещодавно, корони Св. Едварда. У Шотландії замість Імператорської корони з'являється Корона Шотландії.

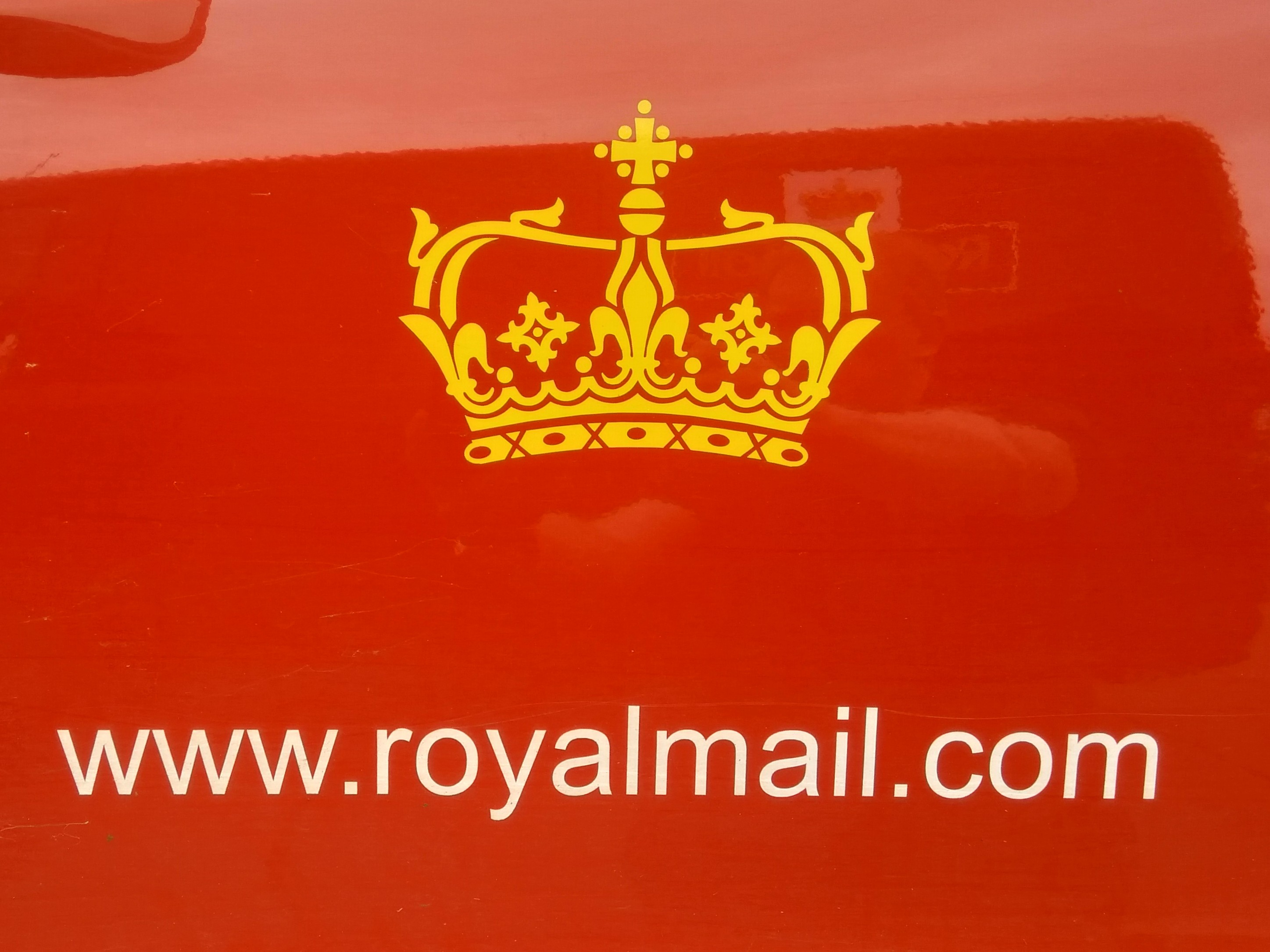
Логотип транспортного засобу Royal Mail, що використовується в Шотландії. Конвенція, прийнята після коронації 1953 р., призводить до того, що ER відсутні символів, що використовуються в Шотландії.

Хоча королівські символи відрізняються між шістнадцятьма сферами Співдружності, оскільки вони є окремі монархії, один монарх використовує одну й ту саму монограму в усіх своїх країнах. Продовжують розрізняти особисту монограму та простіші, більш робочі публічні ініціали, причому перший — це монограма суверена, а другий — просто засіб ідентифікації правління. У наш час ініціали також називають королівською монограмою, але, щоб полегшити роз'яснення, монограма називається королівською монограмою, переплетеною та зворотною.
Нинішня монограма королеви — EIIR, що позначає Єлизавету II Регіну. Монограми для інших членів королівської родини розроблені Геральдичним коледжем або Судом Лорда Ліона і згодом затверджені королевою. Ці монограми були включені Канадською геральдичною владою до різних королівських штандартів Канади. Використання в Канаді монограми правлячого монарха, який іноді унікально оточений гірляндою з кленового листя, є символом не лише суверена, але й повного суверенітету Канади. Його також можна знайти на поштових відділеннях та в деяких державних будівлях Австралії.

## Країни світу
Інші королівські династії теж використовують королівські або імператорські монограми. Османські султани мали каліграфічний підпис, який називають тугра.
Усі монархи шести континентальних королівств Європи використовують монограми, над ними королівські корони. Король Норвегії Гаральд V використовує літеру H, перекреслену арабською цифрою 5; Король Швеції Карл XVI Густав використовує літери C та G, що перекриваються римською цифрою XVI під ними; Король Іспанії Феліп VI використовує букву F з римською цифрою; королева Данії Маргрете II використовує букву М з арабською цифрою 2 і літеру R (для Регіни) під нею. Король бельгійців Філіпп використовує переплетені літери П і Ж, посилаючись на той факт, що його звуть Філіпп французькою, а Філіп — нідерландською, бо це дві основні мови в Бельгії. Король Нідерландів Віллем-Олександр та королева Максима мають спільну монограму, що складається з переплетених літер W і M.
Король Вачіралонгкорн з Таїланду використовує монограму, що складена з його ініціалів у тайській абетці («ว.ป.ร.» VPR Vajiralongkorn Parama Rajadhiraj, еквівалент Vajirarongkorn Rex).

## Галерея

Двоголовий орел, найвідоміша емблема Візантійської імперії, із символікою (династичною монограмою) Палеологів у центрі
Герб Королівства Пруссія, що містить монограму прусського короля  Фрідріха I у центрі
Персональний прапор з монограмою покійного короля Таїланду Пуміпона Адульядея
Монограма короля Таїланду Вачхіралонгкона
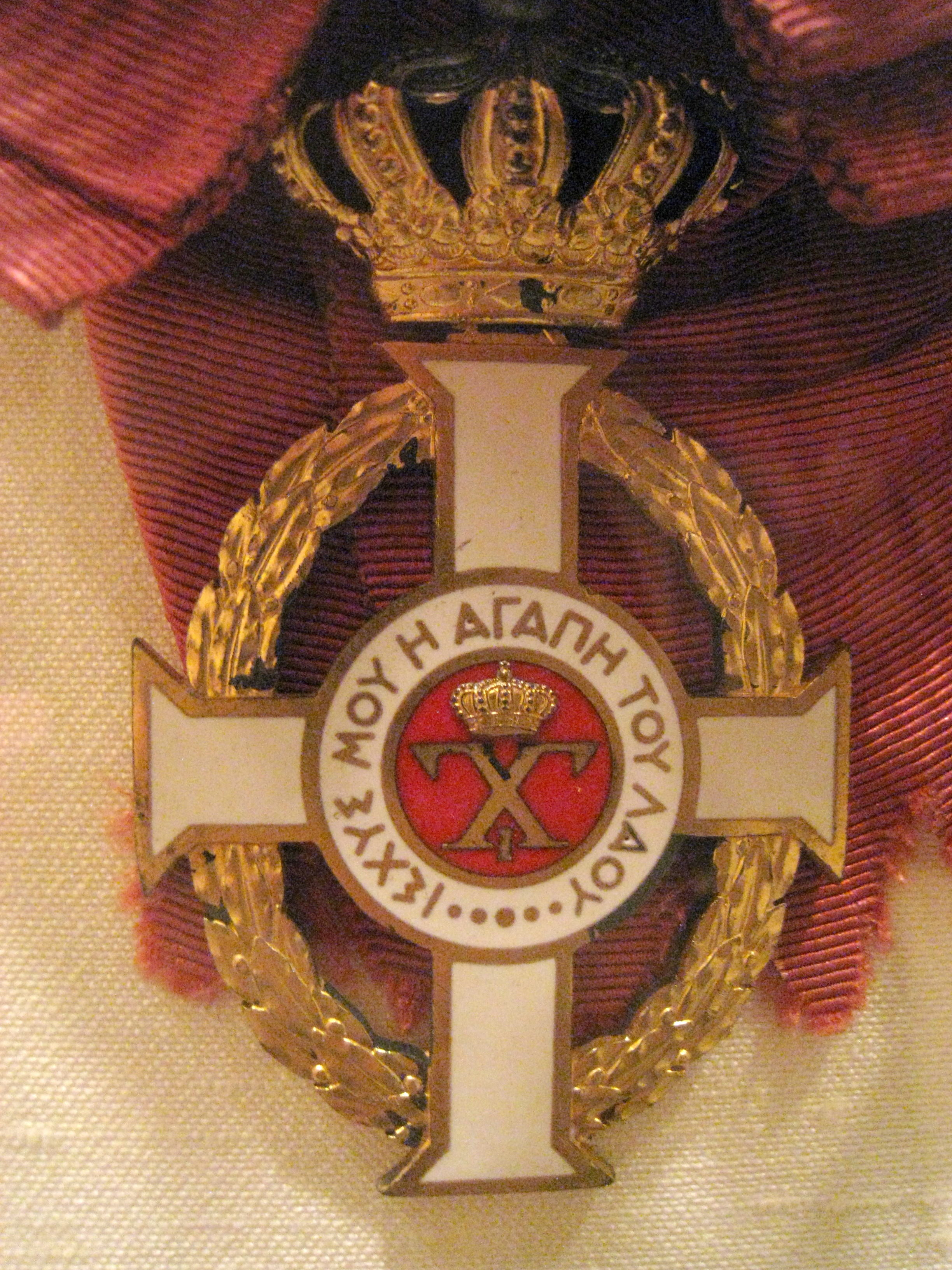
Монограма короля Георга I Еллінського за орденом Георгія I
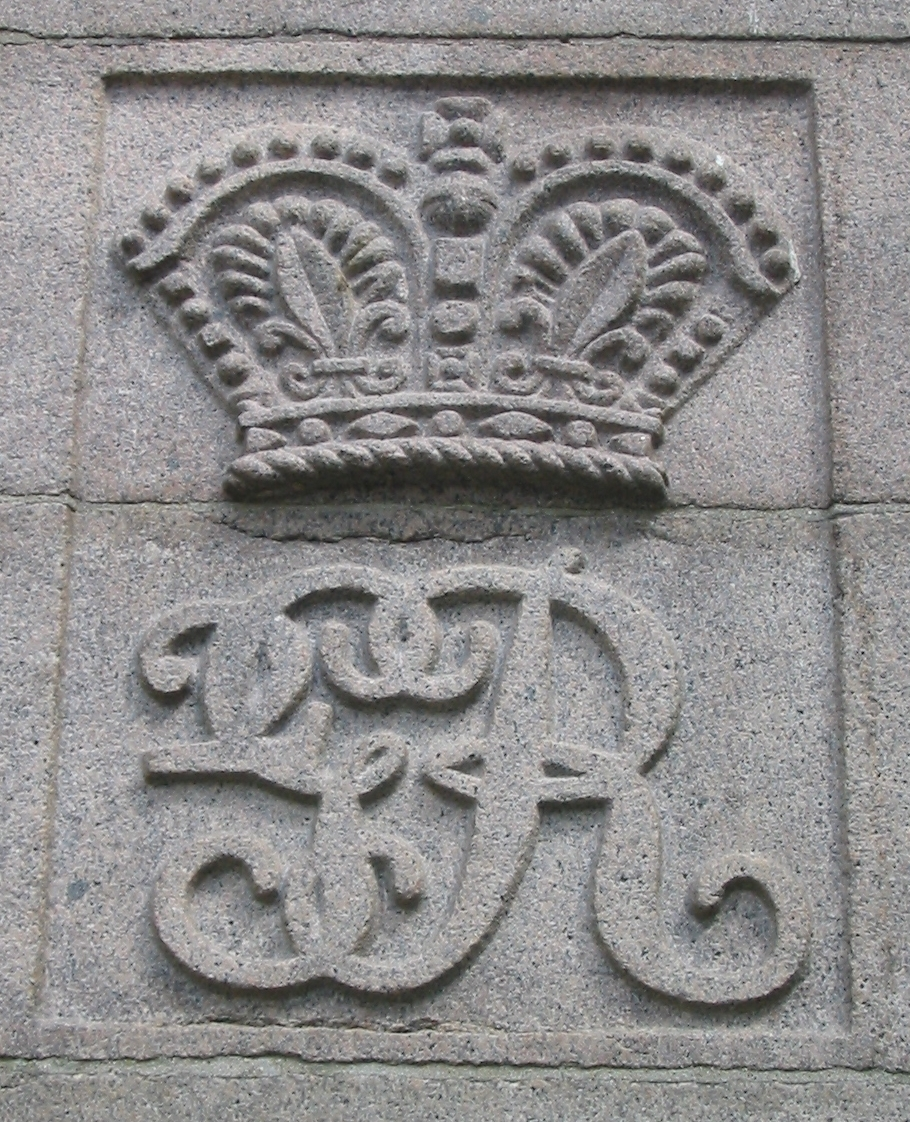
Монограма короля Великої Британії та Ірландії Георга II із арабською цифрою 2
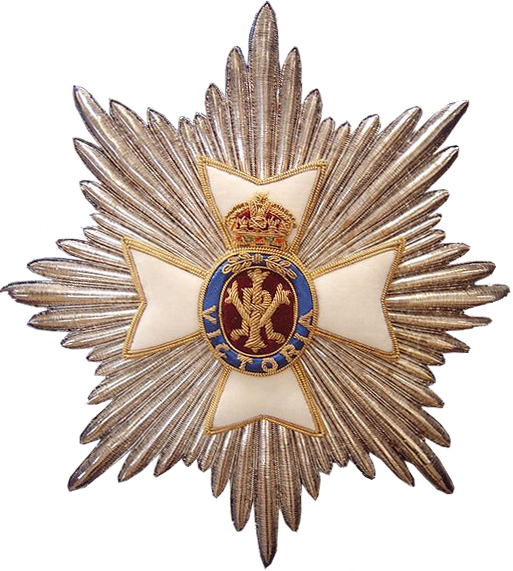
Королівська та імператорська Монограма Королеви Вікторії є частиною герба Королівського Вікторіанського Ордену оточенні зірки Брансвіка
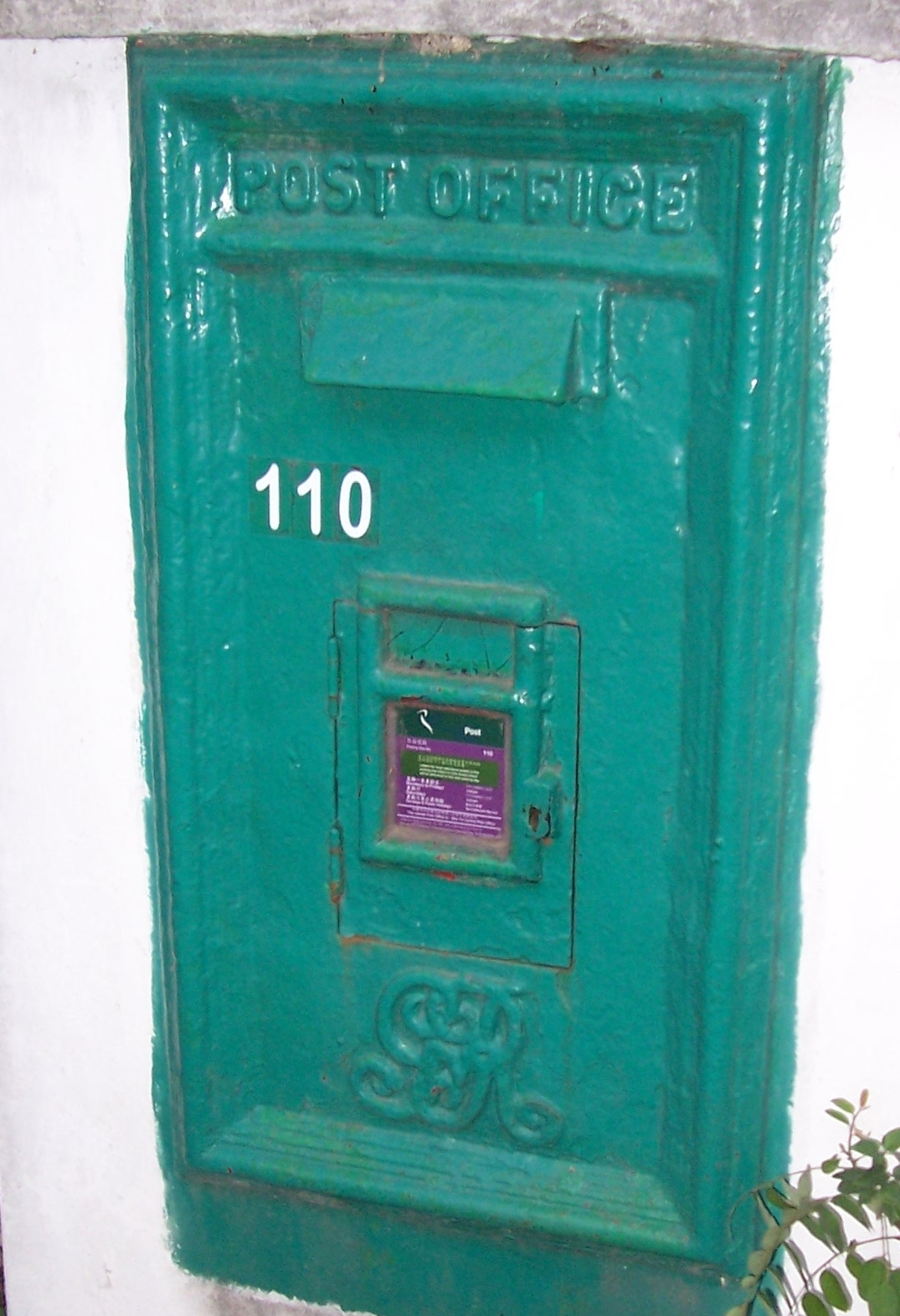
Гонконзька поштова скринька з монограмою короля Георга V
Королівська монограма короля Едуарда VIII; як і всі монограми до королеви Єлизавети II, вона використовує корону Тюдорів над літерами
Найпоширеніший варіант монограми короля Георга VI
Королівська монограма королеви Єлизавети II, увінчаний короною Святого Едуарда
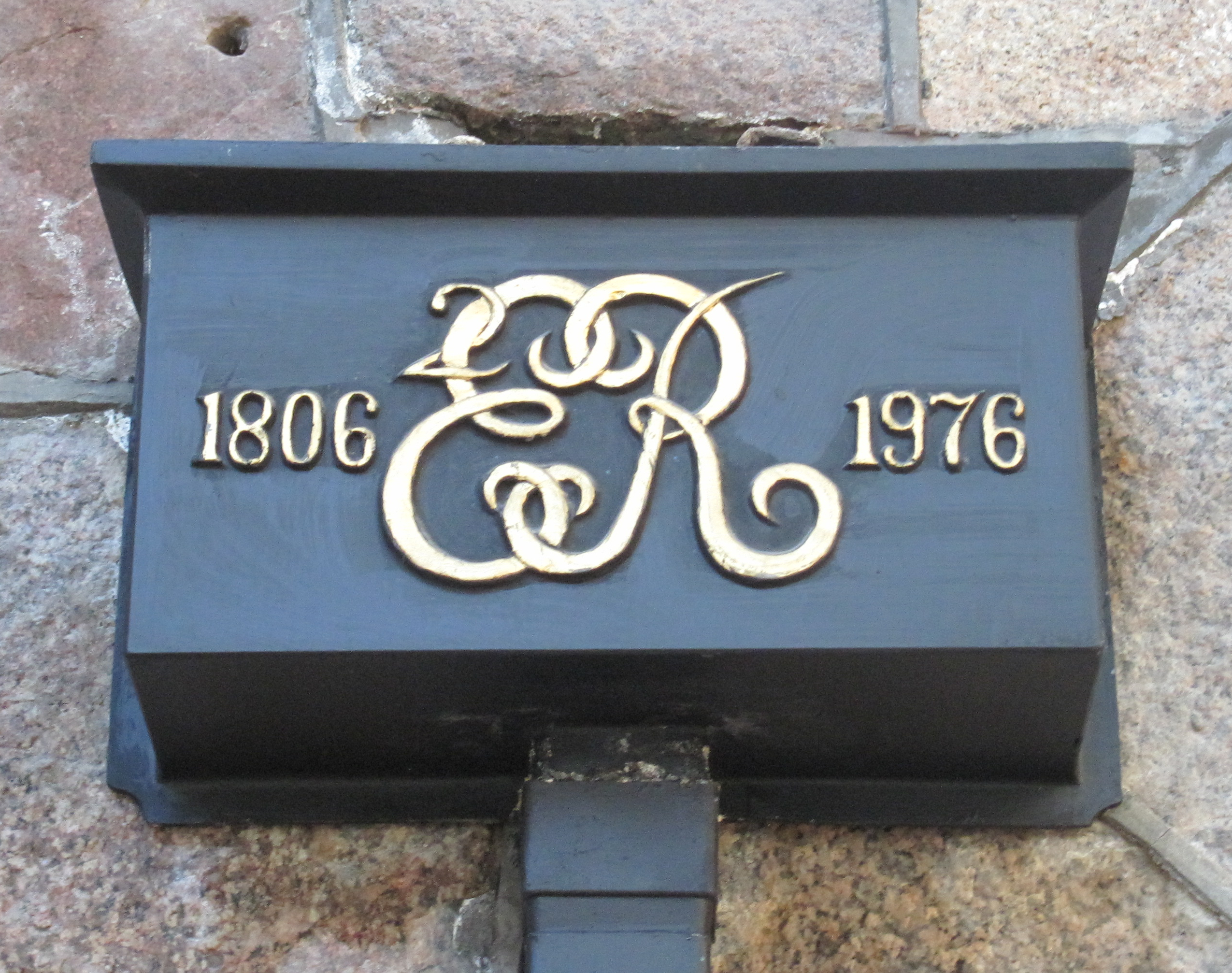
Варіант монограми королеви Єлизавети II у Джерсі, що показує арабську цифру 2 на відміну від римської II, яка, як правило, використовується
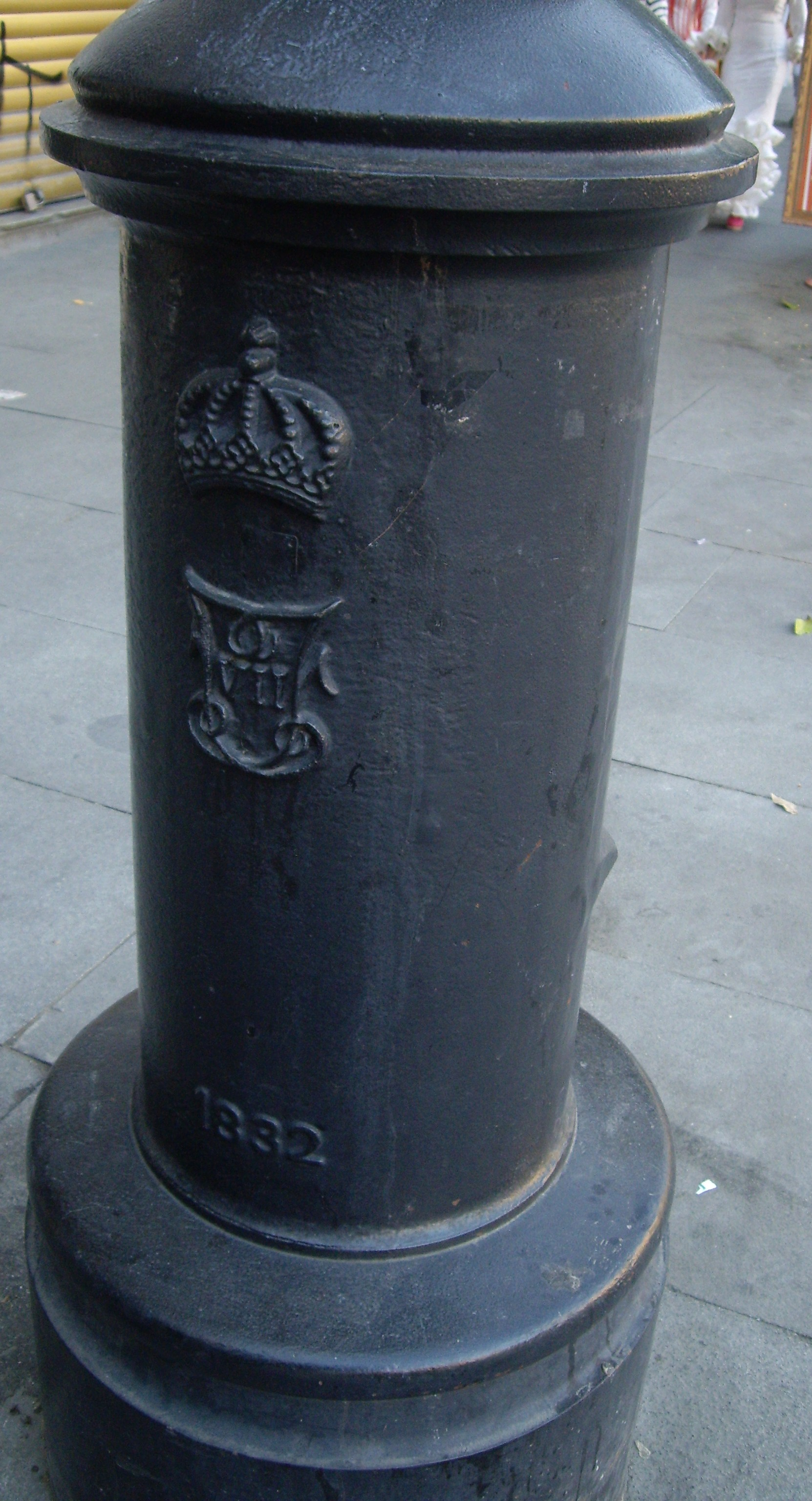
Основа ліхтарного стовпа в іспанському стилі з монограмою короля Фердинанда VII
Вензель Карла III Брабантського
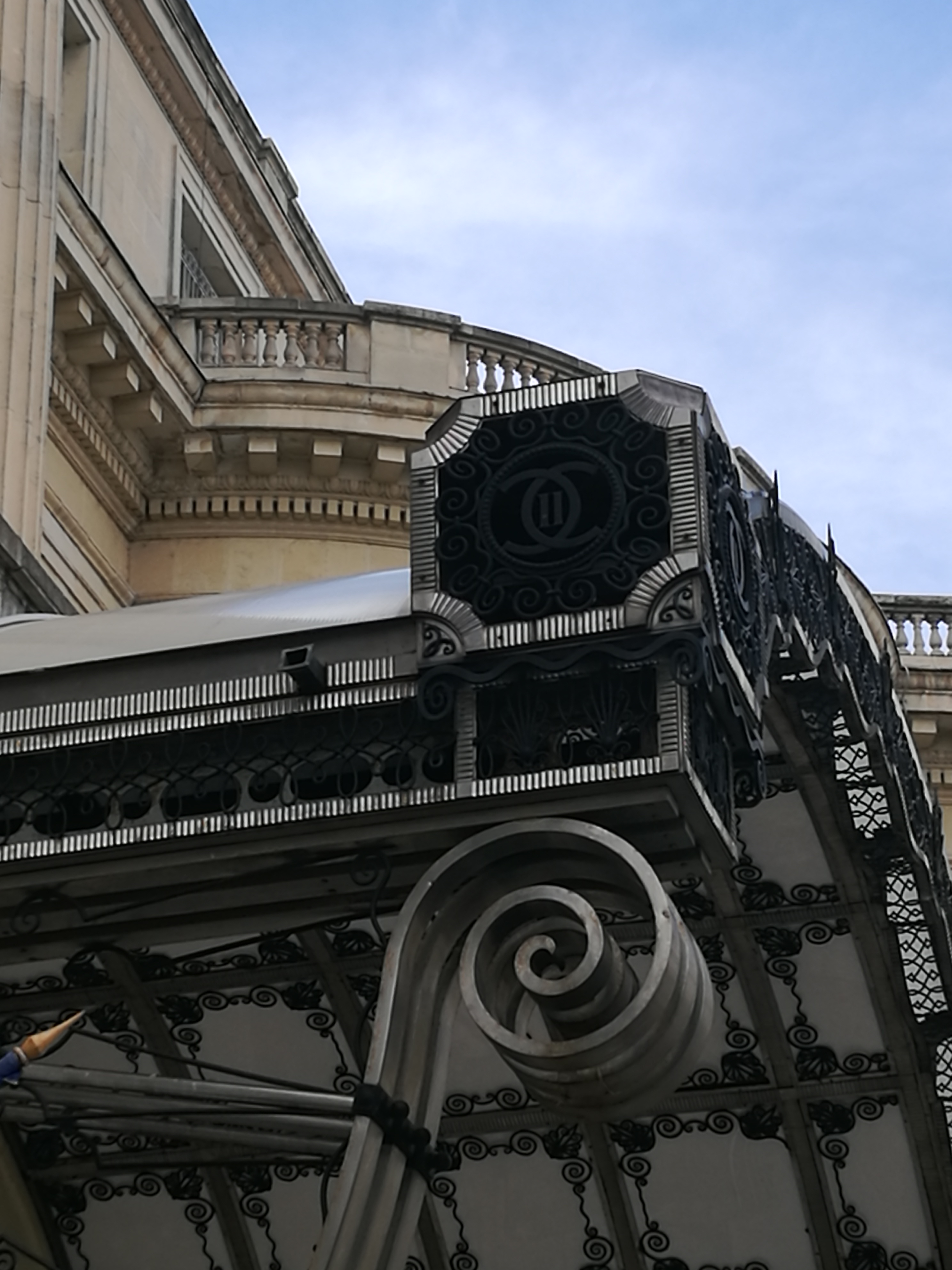
Королівська монограма короля Кароля II румунського (два протилежні C) прикрашають дахи ґанку біля входів у Королівський палац Бухареста
Королівська монограма короля Румунії Міхая I
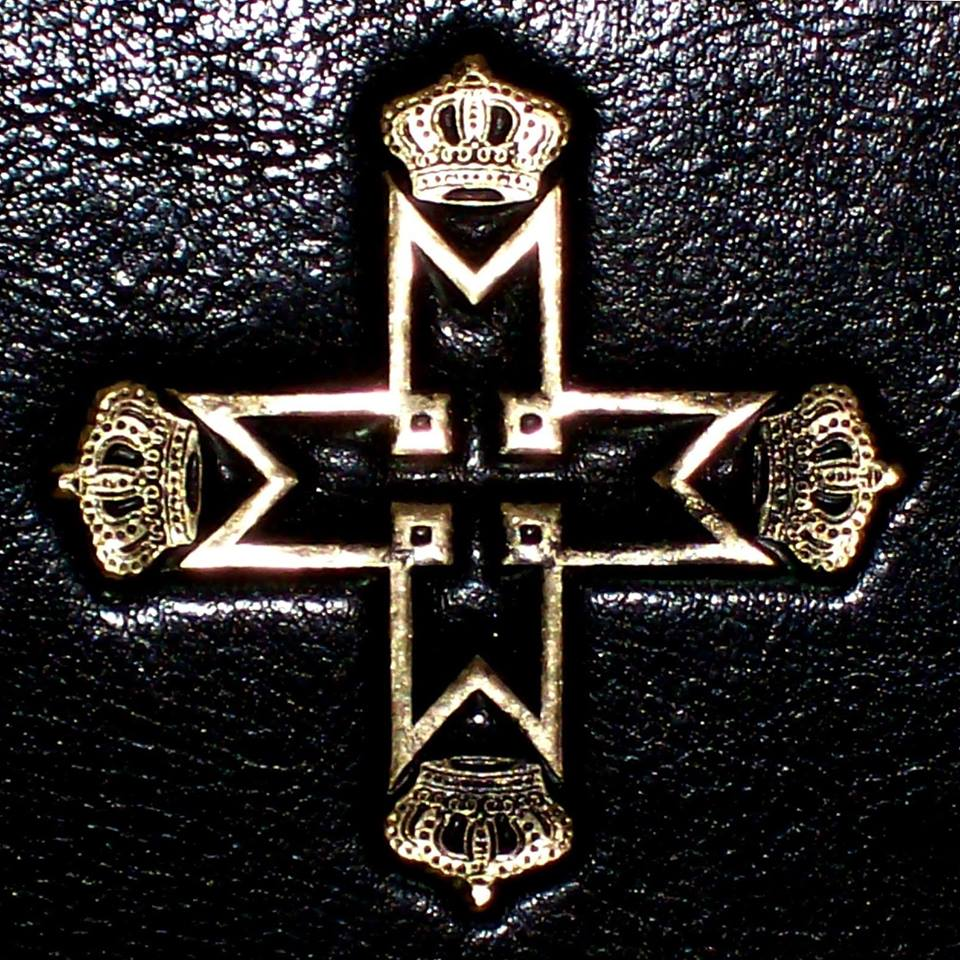
Королівська монограма короля Румунії Міхая I
Королівська монограма Її Величності Маргарети Румунської, зберігачки румунської корони і фактична королева Румунії
Королівська монограма короля Іспанії Філіпа VI